# Shin Kanazawa
Shin Kanazawa (金沢 慎?, Kanazawa Shin; Saitama, 9 settembre 1983) è un ex calciatore giapponese, di ruolo centrocampista.